# ダビド・バレロ
ダビド・バレロ・セラーノ（David Valero Serrano、1988年12月27日 - ）は、スペイン・アンダルシア州グラナダ県バサ出身の自転車競技（クロスカントリー）選手。東京オリンピック男子クロスカントリー銅メダリスト。

## 経歴
2016年にブラジルのリオデジャネイロで開催されたリオデジャネイロオリンピックでは、男子クロスカントリーで9位となった。
2021年に日本の東京で開催された東京オリンピックでは、男子クロスカントリーで銅メダルを獲得した。2022年にはUCIマウンテンバイクワールドカップのスノーシュー大会で優勝した。同年にはマウンテンバイク世界選手権で2位となった。

## 成績
- スペインクロスカントリー選手権（英語版）
  - 優勝 : 2015、2017、2018、2019、2020、2021、2022、2023
  - 2位 : 2016
- UCIマウンテンバイクワールドカップ
  - 優勝 : 2022スノーシュー大会
  - 2位 : 2017ノヴェー・ムニェスト大会、2022ヴァルノール大会
  - 3位 : 2022モン＝サン＝タンヌ大会
- マウンテンバイク世界選手権
  - 2位 : 2022
- ヨーロッパマウンテンバイク選手権（英語版）
  - 3位 : 2018